# Anne Just
Anne Just (24. juli 1948 i Kalvehave – 10. marts 2009 i Hune) var en dansk multikunstner, der mest var kendt for sin have, Anne Justs Have, der er beliggende i Hune ved Blokhus.
Just drev fra 1978 og fem år frem restaurant Brix' Gård i Aalborg. Derefter flyttede hun ind på herregården Skeelslund, hvor hun drev selskabslokaler og var kunstmaler. Men det blev som havekunstner, at hun fik sit store gennembrud.
Efter tiden på Skeelslund flyttede hun til Hune, hvor hun helligede sig maleriet, men også havebrug. Hendes 7500 m2 store have, "Anne Justs Have", blev en af Nordjyllands største turistattraktioner, da den fra 1991 og frem blev omdannet fra et kæmpe klitområde til en blomstrende have, der fra 1995 var åben for offentligheden i sommerhalvåret. Anne Just og hendes have blev endnu mere kendt gennem DR2-serien Haven i Hune.
9. marts 2009 – samme dag som Anne Just døde – udkom selvbiografien Anne Just – mit liv i ord og billeder.[kilde mangler]
Anne Just var gift med arkitekten Claus Bonderup.